# شوراهای ولایتی
شوراهای ولایتی شوراهایی هستند که اعضای آن با انتخاب مستقیم مردم برای هر ولایت که یک حوزه است برای ۴ سال انتخاب می‌شوند. شوراهای ولایتی به منظور تأمین اهداف توسعه دولت و بهبود امور به نحوی که در قانون تصریح گردیده در مسائل مربوط به ولایت مشورت می‌دهد و وظایف خود را در همکاری با اداره محلی اجرا می‌کند.

## اعضای شوراهای ولایات
| ولایت   | تعداد کل | ولایت   | تعداد کل | ولایت   | تعداد کل |
| ------- | -------- | ------- | -------- | ------- | -------- |
| اروزگان | ۹        | جوزجان  | ۱۵       | قندهار  | ۱۵       |
| بادغیس  | ۹        | خوست    | ۱۵       | کابل    | ۳۳       |
| بامیان  | ۹        | دایکندی | ۹        | کاپیسا  | ۹        |
| بدخشان  | ۱۵       | زابل    | ۹        | کنر     | ۹        |
| بغلان   | ۱۵       | سرپل    | ۱۵       | لغمان   | ۹        |
| بلخ     | ۱۹       | سمنگان  | ۹        | لوگر    | ۹        |
| پروان   | ۱۵       | غزنی    | ۱۹       | ننگرهار | ۱۹       |
| پکتیا   |          | غور     | ۱۵       | نورستان | ۹        |
| پکتیکا  | ۹        | فاریاب  | ۱۵       | نیمروز  | ۱۹       |
| پنجشیر  | ۹        | فراه    | ۹        | وردک    | ۱۵       |
| تخار    | ۱۵       | قندوز   | ۱۵       | هرات    | ۱۹       |
| تخار    | ۱۵       | قندوز   | ۱۵       | هلمند   | ۱۹       |

## دوره‌ها
پس از سقوط طالبان و تصویب قانون اساسی افغانستان تاکنون ۳ دوره انتخابات شوراهای ولایتی برگزار شده و دوره‌های زیر تشکیل یافته است.
- دورهٔ اول: ۱۳۸۴-۱۳۸۸
- دورهٔ دوم: ۱۳۸۸-۱۳۹۳
- دوردهٔ سوم: ۱۳۹۳: ۱۳۹۸